# Jamie Robba
Jamie Kevagn Robba (* 26. Oktober 1991 in Gibraltar) ist ein gibraltarischer Fußballtorwart.

## Karriere
Robba begann seine Karriere beim St Joseph’s FC. 2009 wechselte er nach Spanien zu Atlético Zabal. 2011 wechselte er zum Drittligisten Real Linense, wurde jedoch an die UD Castellar verliehen. Bei Linense kam er nie zum Einsatz. 2013 kehrte er nach Gibraltar zum Lynx FC zurück. 2014 wechselte er zum Europa FC. 2015 wechselte er nach Frankreich zur US Le Pontet, löste seinen Vertrag jedoch Anfang November 2015 auf. Ende November kehrte er zum Lynx FC zurück. Im Sommer 2016 wechselte er zum englischen Verein Torquay United.

## Nationalmannschaft
Robba wurde 2013 erstmals für Gibraltar nominiert. Sein Länderspieldebüt gab er im Juni 2014 im Testspiel gegen Malta.